# Bruny Surin
Bruny Surin (ur. 12 lipca 1967 w Cap-Haïtien) – kanadyjski lekkoatleta, sprinter, złoty medalista mistrzostw świata i igrzysk olimpijskich. Na igrzyskach olimpijskich startował czterokrotnie (1988, 1992, 1996, 2000).
Jako ośmiolatek przeprowadził się z Haiti do Kanady. Początkowo uprawiał skok w dal oraz trójskok. Po nieudanych dla Surina Igrzyskach Olimpijskich w Seulu (1988)  postawił on na starty w sprintach, co było świetną decyzją, gdyż zaczął odnosić duże sukcesy zarówno w startach indywidualnych jak i w sztafecie. 
Koronnym dystansem Surina był bieg na 100 m i to na nim osiągał największe sukcesy w startach indywidualnych:
- 4. miejsce podczas Igrzysk Olimpijskich (Barcelona 1992)
- srebrny medal Mistrzostw Świata w Lekkoatletyce (Göteborg 1995)
- srebro na Mistrzostwach Świata w Lekkoatletyce (Sewilla 1999)
- 7 tytułów mistrza Kanady[1]

Dobrze spisywał się również w hali (bieg na 60 m) :
- złoty medal Halowych Mistrzostw Świata w Lekkoatletyce (Toronto 1993)
- złoto podczas Halowych Mistrzostw Świata w Lekkoatletyce (Barcelona 1995)

Największe sukcesy Surina związane są jednak ze startami w kanadyjskiej sztafecie 4 × 100 metrów:
- brąz Mistrzostw Świata w Lekkoatletyce (Stuttgart 1993)
- złoty medal podczas Mistrzostw Świata w Lekkoatletyce (Göteborg 1995)
- złoty medal Igrzysk Olimpijskich (Atlanta 1996)
- złoto na Mistrzostwach Świata (Ateny 1997)

## Rekordy życiowe
- bieg na 100 m – 9,84 (1999) – rekord Kanady (wspólnie z Donovanem Baileyem)
- bieg na 200 m – 20,21 (1999)
- skok w dal – 8,03 (1987) / 8.19 przy zbyt silnym wietrze
- trójskok – 15,96 (1986)
- bieg na 50 m (hala) – 5,64 (1995)
- bieg na 55 m (hala) – 6,14 (1999)
- bieg na 60 m – 6,45 (1993)